# Duchcov
Duchcov (tjekkisk udtale: [ˈduxtsof] ; tysk: Dux) er en by i distriktet Teplice i regionen Ústí nad Labem i Tjekkiet med omkring 8.700 indbyggere. Duchcov er kendt for Duchcov-slottet. Den historiske bykerne med slotskomplekset er velbevaret og er beskyttet ved lov som en bymæssig monumentzone.

## Geografi
Duchcov ligger omkring 6 km sydvest for Teplice og 20 km sydvest for Ústí nad Labem på Most-sletten. Loučeňský-strømmen løber gennem byen, der er omgivet af flere damme og kunstige søer.

## Historie
Den første skriftlige omtale af Duchcov er fra 1207, med henvisning til det ældre navn Hrabišín. Navnet Duchcov nævnes første gang i 1240. I det 14. århundrede var Duchcov en livegenby omgivet af mure med tre porte. I disse tider lå den romanske St. George-kirke og et dominikanerkloster i byen. Ved overgangen til det 15. og 16. århundrede blev Duchcov sæde for godsejerne, Kaplíř af Sulevice-familien, og i det 16. århundrede erhvervede Lobkowicz-familien Duchcov. Ved at gifte sig med en enke fra familien Lobkowicz erhvervede familien Wallenstein byen.
Et bryggeri blev etableret i 1675. I 1763 blev den første kulmine åbnet i nærheden af byen. I det 19. århundrede fik Duchcov industriel karakter. Der blev etableret en sukkerfabrik og en porcelænsfabrik. I 1867 blev jernbanen bygget, hvilket muliggjorde den hurtige udvikling af kulminedriften. På grund af tilstrømningen af arbejdere fra baglandet blev byen med tysk flertal forvandlet til en tjekkisk by.
Indtil 1918 var Dux – Duchcov en del af Østrig-Ungarn, leder af distriktet med samme navn, en af de 94 Bezirkshauptmannschaften i Bøhmen.
I 1918 blev Duchcov en del af det uafhængige Tjekkoslovakiet. I 1938, blev byen, som et resultat af München-aftalen, afstået til Nazityskland og administreret som en del af Reichsgau Sudetenland. I maj 1945, efter befrielsen af Tjekkoslovakiet, vendte Duchcov tilbage under tjekkoslovakisk administration. Den sudetertyske befolkning blev fordrevet i 1945 og erstattet af tjekkiske bosættere.

## Seværdigheder
Byens vigtigste vartegn er Duchcov Slot. Slottet blev bygget i det 13. århundrede som fæstning og blev senere genopbygget i nyklassicistisk stil. Det er fredet som et nationalt kulturminde.  I dag ejes slottet af staten. Det er åbent for besøgende og tilbyder guidede ture.
Vor Frue Bebudelses Kirke ligger ved siden af slottet på Republiky-pladsen i det historiske centrum. Det blev bygget i barokstil i 1720'erne. Andre værdifulde bygninger på pladsen omfatter springvandet med statuen af Sankt Florian fra 1728 og Søjlen af den hellige treenighed, bygget i 1750-1760.